# Ludvigsborg
Ludvigsborg est une localité de Suède dans la commune de Hörby en Scanie.
Sa population était de 1 013 habitants en 2010.